# Nephodia excavata
Nephodia excavata är en fjärilsart som beskrevs av W. Warren 1905. Nephodia excavata ingår i släktet Nephodia och familjen mätare. Inga underarter finns listade i Catalogue of Life.